# Crupina vulgaris
Crupina vulgaris é uma espécie de planta com flor pertencente à família Asteraceae. 
A autoridade científica da espécie é Cass., tendo sido publicada em Dictionnaire des Sciences Naturelles (Second edition) 12: 68. 1818.

## Portugal
Trata-se de uma espécie presente no território português, nomeadamente em Portugal Continental.
Em termos de naturalidade é nativa da região atrás indicada.

## Protecção
Não se encontra protegida por legislação portuguesa ou da Comunidade Europeia.